# Силово набиране
Силово набиране или още силово възлизане, е усъвършенствано упражнение за силова тренировка от калистениката, което представлява комбинация от набиране, последвано от кофичка. Съществуват различни варианти за изпълнение на халки, както и на висилка.

## Техника
Упражнението започва с изпънати ръце над главата, хващайки лост за набиране в надхват или халки. След това тялото се издърпва експлозивно чрез ръцете, с по-голяма скорост от обикновеното набиране. Когато лоста се доближи до горната част на гърдите, китките бързо се огъват, за да изнесат предмишниците над лоста. В този момент тялото се навежда леко напред, а ръцете се изпъват в лактите, чрез активиране на трицепсите. Движението се счита за завършено, когато лоста е на нивото на талията, а ръцете са напълно изправени. Следва обратно движение, при което ръцете се свиват в лактите, а тялото се спуска надолу, след което упражнението може да се повтори.
Начинаещите спортисти могат да изпълняват упражнението с помощта на люлеене на краката, което осигурява инерция, подпомагаща експлозивната сила нагоре, необходима за изтласкване над лоста. По-напредналите могат да извършват упражнението по прецизно – бавно и без люлеене на краката.

## Мускули
Силовото набиране е насочено към голям брой мускулни групи в гърба, раменете, ръцете и туловището. Основната сила при издърпване идва от широкия гръбен мускул и бицепса. По време на това движение мускулите на цялото туловище са ангажирани за да стабилизират прехода към последващото избутване над лоста, при което по-голямата част от силата се осигурява от трицепсите. В най-горно положение над пръта се ангажират също така и горната и долната част на гърдите, тъй като са подложени на значителен натиск.

## Световни рекорди
Световният рекорд за най-много последователни силови набирания на висилка е 26 (2018 г.), а на халки – 18 (2020 г.), като и двата се държат от Махал Стивънс от Мичиган.